# Fauna della Sardegna

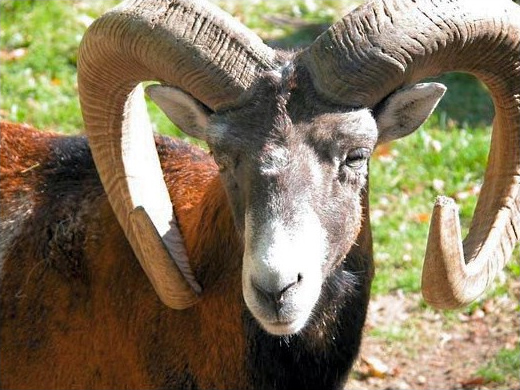
Muflone, uno dei simboli della fauna sarda.

La fauna della Sardegna è l'insieme delle specie animali presenti in Sardegna. Questo insieme presenta delle peculiarità, dovute alla particolare posizione geografica dell'isola, che si manifestano con una differenziazione rispetto alla fauna italiana, pur mantenendone una sostanziale analogia, e con la presenza di elementi faunistici tipici del Nordafrica.

## Il ruolo degli eventi geologici e storici
L'evoluzione della vita in Sardegna è condizionata da tre importanti eventi di natura geologica o storica.
Fino al Cenozoico, la Sardegna era parte integrante del continente euroasiatico; con le attuali Isole Baleari e la Corsica, costituiva una formazione geologica che rappresentava un'estensione meridionale di quella che oggi è la Provenza. L'evoluzione della fauna e della flora sarda ha perciò seguito, fino a questa era le stesse vicende che hanno caratterizzato il continente europeo.
Gli eventi geologici che ebbero inizio nel Cretacico, circa 100 milioni di anni fa, e che coinvolsero il continente africano e quello eurasiatico, per due terzi del Cenozoico, sono all'origine della formazione di una frattura che si estendeva dall'attuale Catalogna all'attuale regione ligure. Circa 30 milioni di anni fa, nel corso dell'Oligocene, questa frattura provocò il distacco di due microplacche, quella da cui si originarono le isole Baleari e quella sardo-corsa. A seguito del distacco, la placca sardo-corsa subì un movimento di traslazione verso il centro del Mediterraneo e contemporaneamente una rotazione antioraria che portarono dall'originario allineamento (da sudovest a nordest) a quello attuale (da nord a sud). Questo evento si completò nel tardo Miocene, 6-7 milioni di anni fa. L'isolamento non fu però sempre totale in questa fase, visto che durante il Messiniano il mare Mediterraneo in formazione si prosciugò più volte (durante la crisi di salinità del Messiniano), riducendosi a piccole lagune salate, e permettendo il collegamento tra la Sardegna e il continente (specie dall'Italia centrale), anche se era un collegamento filtrato, perché le piane abissali mediterranee prosciugate erano ridotte in buona parte a deserti aridi di terra salata.
Il distacco e la migrazione della placca sardo-corsa sono all'origine di un'evoluzione differenziale della fauna e della flora sardo-corsa che ha portato alla costituzione di alcuni paleoendemismi e ad un più cospicuo numero di neoendemismi. I primi derivano dalla conservazione di elementi ancestrali che in seguito si sono estinti nel continente, gli altri dalla evoluzione differenziale con la nascita di nuove specie o sottospecie.
Il secondo evento geologico che ha caratterizzato l'evoluzione della fauna sarda è rappresentato dalle glaciazioni che si sono susseguite fra il Pleistocene e l'Olocene. Nel corso delle glaciazioni si è costituita una continuità territoriale, attraverso l'arcipelago Toscano, fra la penisola italiana e il blocco sardo-corso, che ha permesso flussi migratori di specie dal continente alla Sardegna.
Il terzo evento è di natura storica e in esso hanno avuto un ruolo fondamentale i flussi migratori dell'uomo. Pur essendoci molte incertezze in proposito, l'ipotesi più accreditata relativa all'origine di alcune specie o sottospecie animali è che sia da imputare ad introduzioni da parte dell'uomo. Questi fenomeni si svolsero presumibilmente nel Neolitico, epoca in cui iniziarono i primi scambi fra le popolazioni, e in epoche più recenti durante l'età punico-fenicia e l'età romana.
Questi fenomeni spiegano la differenziazione e le analogie fra la fauna della Sardegna e quella continentale e la presenza contemporanea di elementi faunistici propri del continente europeo e di altri propri del Nordafrica e del Medio Oriente.

## Endemismi e rarità

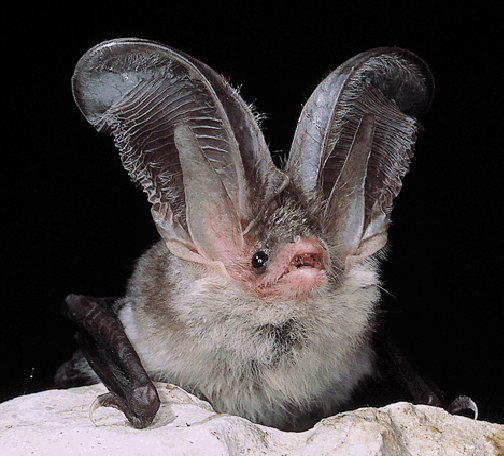
Plecotus sardus (Mucedda, Kiefer, Pidinchedda e Veith 2002), l'unico pipistrello endemico presente in Italia.

Come si è detto in precedenza, gli endemismi si sono per lo più originati come evoluzione differenziale di nuove specie favorita dal lungo isolamento geografico e perciò identificabili come neoendemismi. I paleoendemismi in ambito faunistico sono alquanto rari e riguardano solo categorie sistematiche inferiori (es. la Lucertola di Bedriaga fra i Rettili ed i Geotritoni fra gli Anfibi).
Gli endemismi faunistici presenti in Sardegna sono riconducibili ai seguenti tipi:
- Endemismi sardi. Riguardano specie o sottospecie presenti esclusivamente in Sardegna, spesso con una distribuzione limitata in ambito regionale. Sono poco frequenti e per lo più derivati da particolari condizioni di isolamento geografico o etologico. Rientrano ad esempio in questa categoria le cinque specie di Geotritoni esclusive della Sardegna, e l'Euprotto sardo, che hanno una distribuzione fortemente localizzata dato il loro particolare habitat.

Esistono inoltre 4 sottospecie endemiche di uccelli che sono il fringuello (f.c. sarda), il Picchio rosso maggiore (d. m. ssp. harterti), la cinciallegra (P. m. ssp. ecki) e la ghiandaia (g.g. ssp ichnusae)(Arrigoni degli Oddi, 1902).
- Endemismi sardo-corsi. Riguardano specie o sottospecie presenti contemporaneamente in Sardegna e in Corsica. Sono i più frequenti e abbastanza comuni fra i Mammiferi e gli Uccelli, in virtù della vicinanza fra queste due isole e della loro continuità territoriale in epoche relativamente recenti. Uno dei casi più conosciuti di endemismo sardo-corso è quello del Cervo sardo, anticamente diffuso in gran parte dei territori della Sardegna e della Corsica.
- Endemismi tirrenici. Riguardano specie o sottospecie presenti, oltre che in Sardegna e Corsica, anche in altre isole del Tirreno, in particolare l'arcipelago Toscano e, più raramente, alcuni siti della Toscana continentale o le isole di Hyères (Francia). Nell'arcipelago Toscano l'isola che presenta la maggiore affinità con la Sardegna e la Corsica è Capraia, dal punto di vista sia faunistico sia floristico. Questi endemismi sono per lo più originati a seguito dell'isolamento prodotto dopo le glaciazioni. Un esempio di endemismo tirrenico è la Raganella sarda.
- Endemismi mediterranei. Sono abbastanza frequenti ed hanno una distribuzione più vasta che, in genere, coinvolge ampie aree del bacino mediterraneo nel suo complesso o limitatamente ad alcuni suoi settori. Un esempio di endemismo mediterraneo è la Pernice sarda, presente oltre che in Sardegna anche in Nordafrica (fino al Sahel), a Gibilterra, in Spagna e nelle Isole Canarie.

Di particolare interesse è l'origine, talvolta incerta, di alcuni endemismi sia mediterranei sia esclusivi della Sardegna. In entrambi i casi, infatti, possono essersi originati dai flussi migratori antropici provenienti dal Nordafrica o dal Medio Oriente. È ad esempio il caso del Gatto selvatico sardo (Felis lybica sarda), alla cui posizione sistematica, ancora in discussione, è collegato il suo status di specie o sottospecie endemica. Dal punto di vista filogenetico, questa entità si distingue nettamente dal Gatto selvatico europeo (Felis silvestris), mentre è strettamente affine alla specie diffusa nel Medio Oriente e nel Nordafrica (Felis lybica). 
Nell'immaginario collettivo si è portati ad associare l'endemismo alla rarità, ma in realtà questa associazione è concettualmente erronea: l'endemismo è un carattere di esclusività che lega una specie ad un areale geograficamente limitato, la rarità fa invece riferimento alla consistenza delle popolazioni di una specie nel suo areale. Le specie endemiche possono essere pertanto rare o comuni, così come possono esserlo le specie cosmopolite, come si osserva nei seguenti esempi:
- Sono rare le specie endemiche che per ragioni di adattamento e di etologia hanno un areale fortemente contratto; è il caso, ad esempio, dell'Astore sardo, rigidamente associato ai boschi maturi di almeno 30 anni di età, e del Gatto selvatico sardo, animale alquanto fugace e associato ad habitat soggetti ad una modesta pressione antropica. La popolazione di questi predatori è a forte rischio in quanto il loro habitat naturale si è sensibilmente contratto nel tempo con inevitabili ripercussioni sul numero di individui.
- Sono comuni le specie endemiche in grado di adattarsi ad ambienti differenti al punto tale da non essere minacciate anche se diffuse in un areale di estensione relativamente limitata. Ad esempio, la Poiana sarda e la Lepre sarda, pur essendo due sottospecie endemiche e relativamente fugaci, non soffrono di un particolare status di rischio in quanto popolano anche ambienti naturali fortemente degradati e soggetti ad una moderata antropizzazione, questi due animali sono in genere presenti in ambienti naturali, ma possono colonizzare facilmente anche le aree agricole se dispongono di microambienti in cui possono riprodursi senza essere disturbati. Altre specie endemiche sono addirittura comunissime nel loro areale perché popolano anche le aree antropizzate senza essere disturbate: è il caso ad esempio della Raganella sarda; questa specie non è associata obbligatoriamente ad aree umide in quanto sopporta lunghi periodi di secco, perciò si rinviene comunemente anche nei giardini delle abitazioni nelle periferie dei centri abitati.
- Nel caso delle specie non endemiche la rarità è legata alle esigenze ambientali e all'etologia. La contrazione degli habitat naturali e la pressione antropica possono rendere rare specie particolarmente esigenti in quanto vengono meno i presupposti per la crescita della loro popolazione. La rarità può svilupparsi in territori specifici o può estendersi all'intero areale fino a minacciare di estinzione la specie. Questo fenomeno coinvolge in particolare i grandi predatori ai vertici delle catene alimentari. È il caso, ad esempio, del Grifone: pur non essendo una specie endemica, in Italia è un animale raro perché si è estinto in gran parte del territorio e nidifica ormai in poche stazioni di difficile accesso in Sardegna e in Sicilia, dove è stato reintrodotto.

## Peculiarità morfologiche ed etologiche
A prescindere dal carattere di endemismo le specie o le sottospecie sarde presentano delle differenziazioni, più o meno marcate, che riguardano la morfologia, la fisiologia o l'etologia.
Un carattere differenziale, che ricorre frequentemente nella fauna sarda, è la minore taglia rispetto agli esemplari continentali. Si tratta probabilmente del carattere morfologico più comune che contraddistingue le specie o le sottospecie sarde o sardo-corse dai tipi corrispondenti del continente. Questo particolare si riscontra curiosamente fra le specie o sottospecie endemiche di Mammiferi (Cinghiale sardo, Volpe sarda, Lepre sarda, Cervo sardo, ecc.), Uccelli (Astore sardo, Sparviere della Corsica, Poiana sarda, ecc.), Rettili (Lucertola tirrenica), Anfibi (Raganella sarda, Discoglosso sardo).

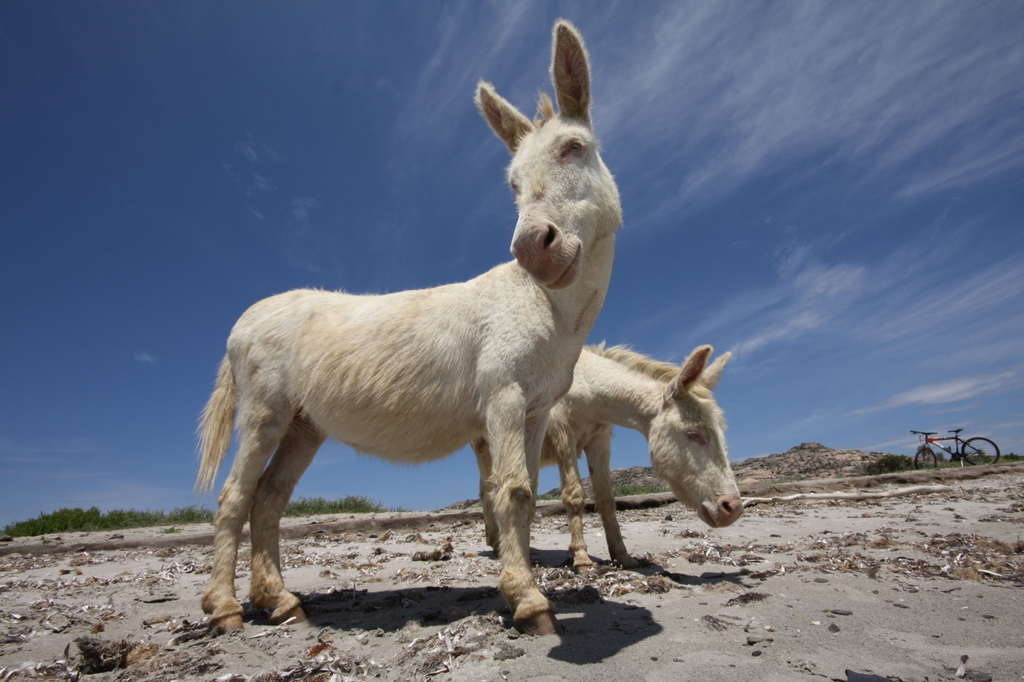
Asinelli bianchi nell'isola dell'Asinara.

La differenza di taglia o di mole è un carattere che riguarda anche alcune razze di animali domestici o inselvatichite. L'esempio più eclatante è quello del Cavallino della Giara: è, questa, una razza selvatica del cavallo di origine sconosciuta, considerato un vero e proprio fossile vivente in quanto mantiene alcuni caratteri ancestrali della scala evolutiva di questa specie. Il carattere differenziale più evidente è la taglia, con un'altezza media al garrese di 125–135 cm nei maschi e 115–130 cm nelle femmine. Esempi analoghi si riscontrano nell'Asinello Sardo, nelle due varietà genetiche grigio e albino (Equus asinus var. albina endemico della Sardegna, è presente all'Asinara), nel Bovino Sardo e nella Pecora Sarda non migliorata.
Due cenni particolari meritano le razze sarde autoctone dei bovini e degli ovini. Il bovino Sardo, di cui esistevano ancora negli anni ottanta circa 25.000 esemplari geneticamente puri, è allevato allo stato brado in aree più impervie dell'isola in virtù della sua notevole rusticità. Presenta caratteri morfologici e funzionali decisamente singolari, riconducibili al progenitore ancestrale Bos macrocerus, e nettamente differenti da quelli delle storiche razze autoctone italiane (Podolica, Maremmana, ecc.).  La sua presenza in Sardegna è documentata già dall'inizio dell'età nuragica (circa 4000 anni fa) e si esclude un'origine comune a quella delle razze autoctone italiane, che è ascrivibile al tipo brachicero, introdotto nell'isola più tardi, dai Cartaginesi. I caratteri morfologici più significativi consistono nella taglia e nella mole ridotte: l'altezza media al garrese è di 108–117 cm e il peso vivo raggiunto da soggetti adulti in buono stato di ingrassamento è di 250–350 kg. Altri caratteri morfologici distintivi sono la forma delle corna, rivolte all'indietro, l'estrema variabilità di colorazione del mantello, la costituzione muscolare asciutta, con profili spigolosi e ridotto accumulo di masse muscolari.
La Pecora Sarda presenta caratteri morfologici piuttosto variabili a causa dell'intenso miglioramento genetico a cui è stata sottoposta da decenni, ma in sostanza si caratterizza per la mole ridotta (peso vivo medio di 59 kg negli arieti, 42 kg nelle pecore), il vello aperto con stinchi e testa nuda, assenza di corna in entrambi i sessi (talvolta rudimentali nei maschi), coda lunga ed esile, costituzione asciutta e spigolosa. Il suo carattere più importante è tuttavia la notevole rusticità. Frutto di millenni di selezione, questa razza è stata per lungo tempo erroneamente considerata a triplice attitudine (da latte, da carne e da lana), ma in realtà si è rivelata una delle migliori razze ad attitudine lattifera adattate a condizioni ambientali quasi proibitive: la pecora Sarda, infatti, ha un ciclo riproduttivo e una curva di lattazione sincronizzati con i cicli fenologici dei pascoli della Sardegna; la stessa curva di lattazione mostra un picco anomalo tardivo, in corrispondenza della primavera, epoca in cui la disponibilità alimentare è ottimale, ed entra in asciutta all'inizio dell'estate. Allevata in regime intensivo con tipi genetici selezionati, è in grado di dare produzioni di latte paragonabili a quelle delle razze lattifere propriamente dette. I pregi di rusticità di questa razza sono tali che attualmente l'allevamento della Sarda si è esteso in varie regioni d'Italia e nel Nordafrica.
L'adattamento della fauna sarda alle condizioni ambientali dell'Isola è, in ogni modo, una prerogativa che si riscontra anche in altre specie o sottospecie selvatiche. A titolo d'esempio, il Cervo sardo presenta adattamenti all'ambiente della macchia mediterranea più del cervo europeo, tipicamente adattato all'ambiente boschivo. Fra gli adattamenti fisiologici, il più rilevante è l'anticipo della stagione degli accoppiamenti, che si protrae da agosto a settembre, mentre nel tipo europeo va da settembre a ottobre. Un altro esempio è l'habitat naturale a cui è adattato l'Astore: la sottospecie tipo (A. gentilis gentilis) popola le foreste di conifere o i boschi misti di conifere e latifoglie; questo comportamento si riscontra in parte anche nelle popolazioni di Astore sardo presenti in Corsica, dove si rinviene in genere nelle pinete secolari o meno frequentemente nei boschi maturi di quercia di 60-80 anni. In Sardegna l'astore si rinviene invece nelle macchie-foreste di leccio o sughera di 30 anni.

## Specie
Una lista completa delle specie che costituiscono la fauna sarda sarebbe troppo lunga. In questa sede verranno indicate le specie più rappresentative distribuite secondo gruppi sistematici, con particolare riguardo agli elementi faunistici di maggior interesse naturalistice sociale e culturale.

### Mammiferi
I Mammiferi presenti in Sardegna si possono distinguere, per praticità secondo la nicchia ecologica occupata, nei seguenti gruppi:
- Gruppo degli ungulati: comprende le specie di grandi dimensioni erbivore o onnivore che fanno capo agli ordini degli Artiodattili e dei Perissodattili.
- Gruppo dei carnivori terrestri: comprende i predatori che vivono in ecosistemi terrestri. Le specie sono tutte comprese nell'ordine dei Carnivori.
- Gruppo dei piccoli mammiferi: comprende piccole specie erbivore o onnivore oppure piccoli predatori di invertebrati (insettivori). Si tratta di un raggruppamento eterogeneo che in sostanza fa capo agli ordini dei Lagomorfi, dei Roditori, dei Chirotteri, degli Insettivori.
- Gruppo dei mammiferi marini: comprende i mammiferi associati ad ambienti marini e rientrano negli ordini dei Cetacei e dei Carnivori.

#### Ungulati

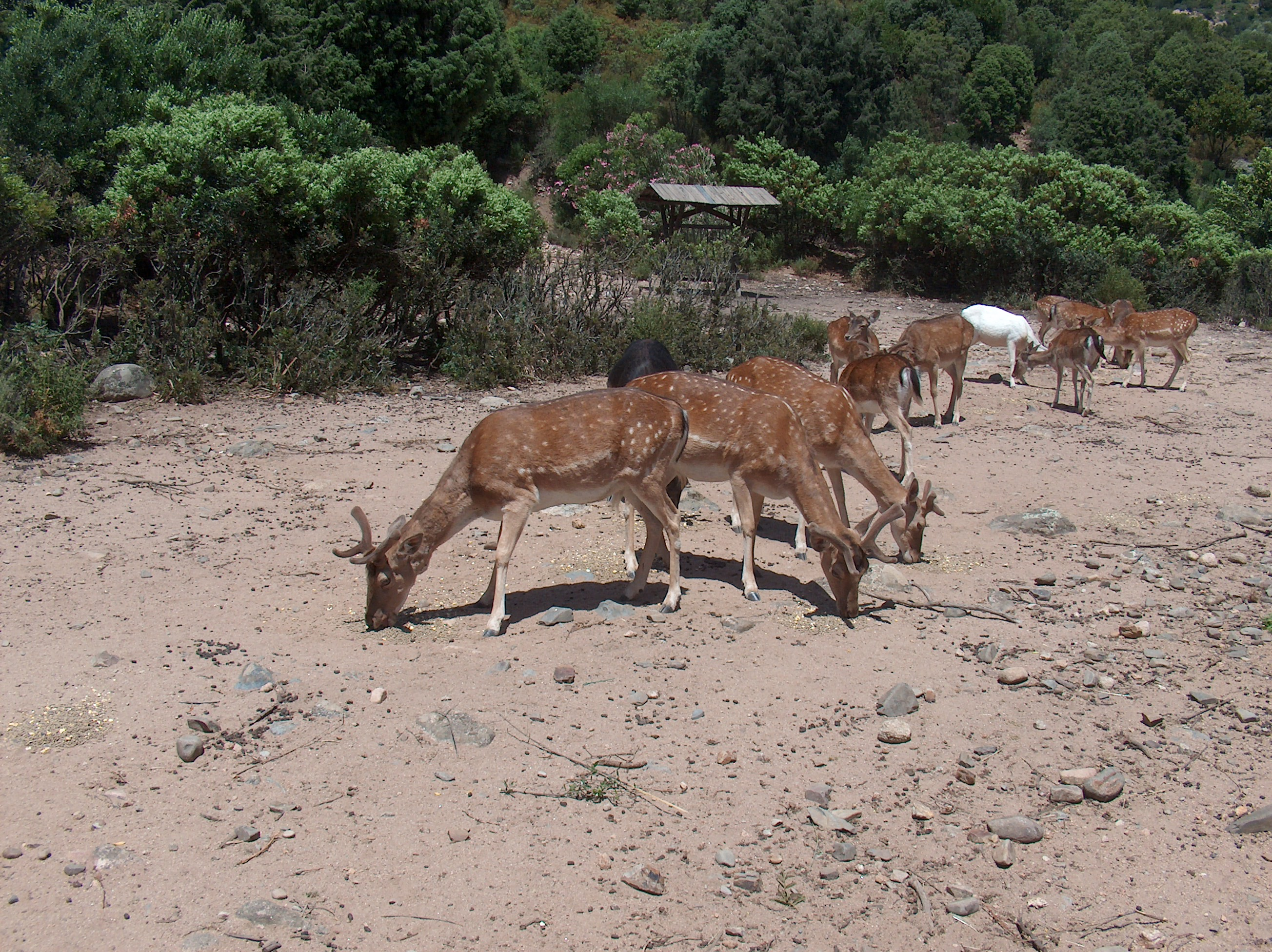
Daini in recinto faunistico nell'Oasi WWF di Monte Arcosu

Gli ungulati selvatici rappresentano un elemento faunistico di grande interesse naturalistico perché per la maggior parte sono specie vulnerabili o a rischio di estinzione, perché vincolate al destino degli ecosistemi forestali e minacciate dal bracconaggio. Sotto l'aspetto tassonomico fanno capo a due ordini.
Gli Artiodattili sono rappresentati da quattro specie associate ad ambienti di macchia o di foresta:
- il Cervo sardo, endemismo sardo-corso a livello di sottospecie;
- il Daino, estinto alla fine degli anni sessanta e successivamente reintrodotto;
- il Muflone, secondo alcune fonti è ritenuto un originario endemismo sardo-corso introdotto poi nel continente;
- il Cinghiale sardo, endemismo sardo-corso a livello di sottospecie.

I Perissodattili fanno capo alle due specie cosmopolite, l'Asino e il Cavallo, ma gli esemplari presenti in Sardegna allo stato selvatico rappresentano due genotipi dotati di peculiarità tali da poterli considerare unici al mondo:
- l'Asinello bianco, ceppo albino morfologicamente affine alla razza domestica sarda, che ha un mantello grigio, è l'unico asino selvatico presente in Europa;
- il Cavallino della Giara, razza equina selvatica, riconosciuta nella lista ufficiale delle razze italiane, è l'unica colonia di cavalli selvatici presente in Europa.